# Australien i olympiska vinterspelen 2018
Australien deltog i de olympiska vinterspelen 2018 i Pyeongchang, Sydkorea, med en trupp på 51 atleter (28 män, 23 kvinnor) fördelat på 10 sporter.
Vid invigningsceremonin bars Australiens flagga av snowboardåkaren Scotty James.

## Medaljörer
| Medalj | Namn          | Sport     | Gren                   | Datum            |
| ------ | ------------- | --------- | ---------------------- | ---------------- |
| Silver | Matt Graham   | Freestyle | Herrarnas puckelpist   | 12 februari 2018 |
| Silver | Jarryd Hughes | Snowboard | Herrarnas boardercross | 15 februari 2018 |
| Brons  | Scotty James  | Snowboard | Herrarnas halfpipe     | 14 februari 2018 |